# 瓦拉尼
瓦拉尼（Walani），是印度马哈拉施特拉邦那格浦尔县的一个城镇。总人口10716（2001年）。

## 人口
该地2001年总人口10716人，其中男性5646人，女性5070人；0—6岁人口1390人，其中男735人，女655人；识字率74.89%，其中男性为80.02%，女性为69.17%。